# Ex chiesa di Santa Maria della Manna d'Oro
La ex chiesa di Santa Maria della Manna d'Oro si trova a Spoleto, nella piazza del Duomo, affiancata al teatro Caio Melisso. Fu eretta per volontà e a spese del Comune tra il XVI e il XVII secolo. Lo stato attuale è il risultato di lavori conclusi nel 1681, data riprodotta in marmo all'interno, sopra la porta.
Dagli anni ottanta è utilizzata come centro espositivo.

## Storia
La costruzione sul posto di una chiesa di piccole dimensioni dedicata alla Madonna della Misericordia e della Pietà, venne deliberata già nel 1399 e probabilmente iniziata nel 1403. 
L'area individuata fu la stessa destinata al Palazzo della Signoria, un grandioso edificio trecentesco, poggiante sulla sottostante piazza della Signoria, rimasto incompiuto al livello della piazza del Duomo. Già verso la fine del XIV secolo il comune aveva rinunciato definitivamente al completamento dell'edificio; il vasto spazio rimasto vuoto sulla destra del Duomo ebbe diverse assegnazioni (nel 1419 Casa dell'Opera del Duomo; nel 1478 abitazione di Bartolomeo della Rovere, nipote di Sisto IV; nel 1493 una grande biblioteca pubblica per volere del vescovo Costantino Eroli) tutte concluse nel corso del secolo successivo. 

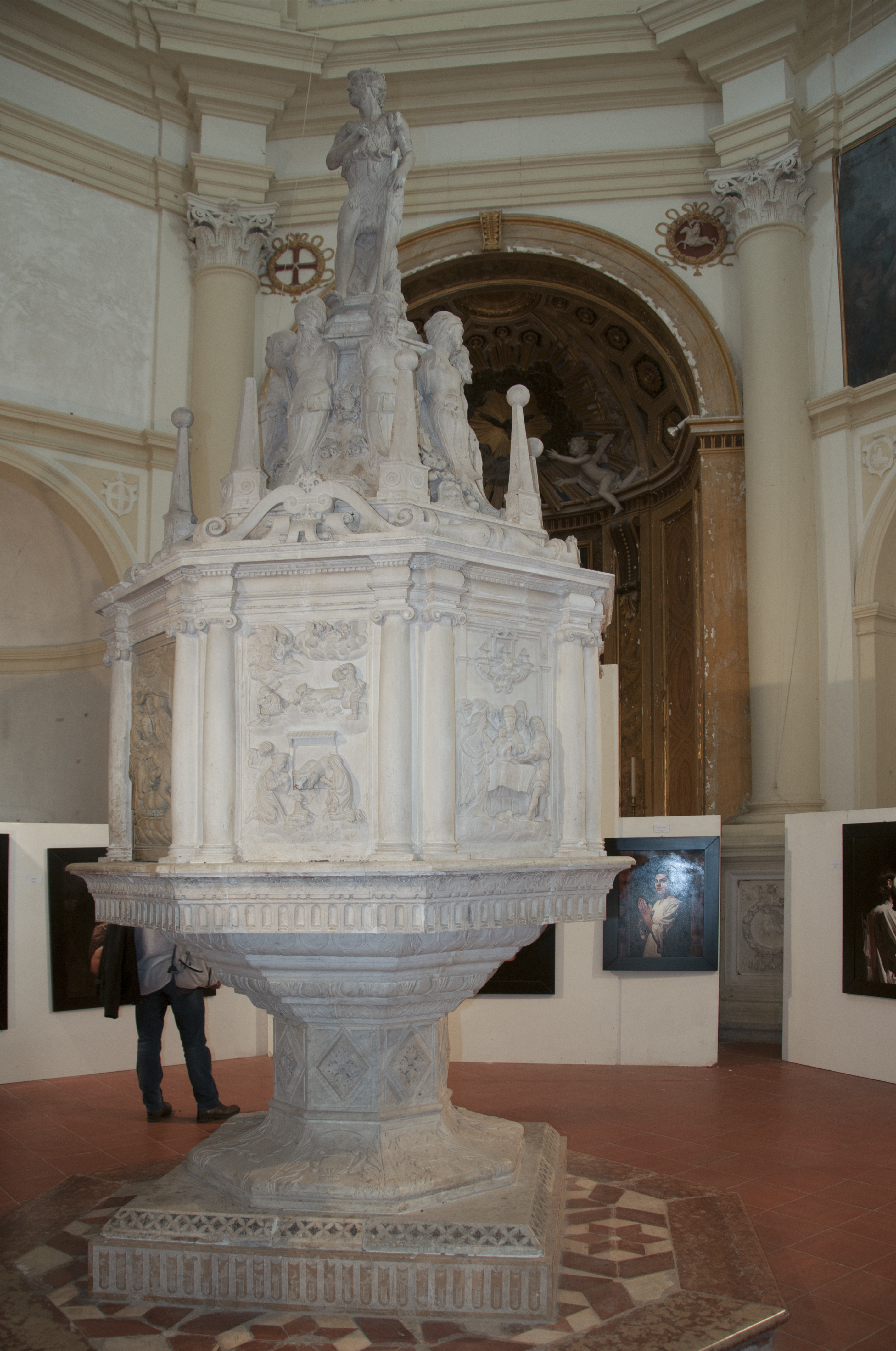
Fonte battesimale

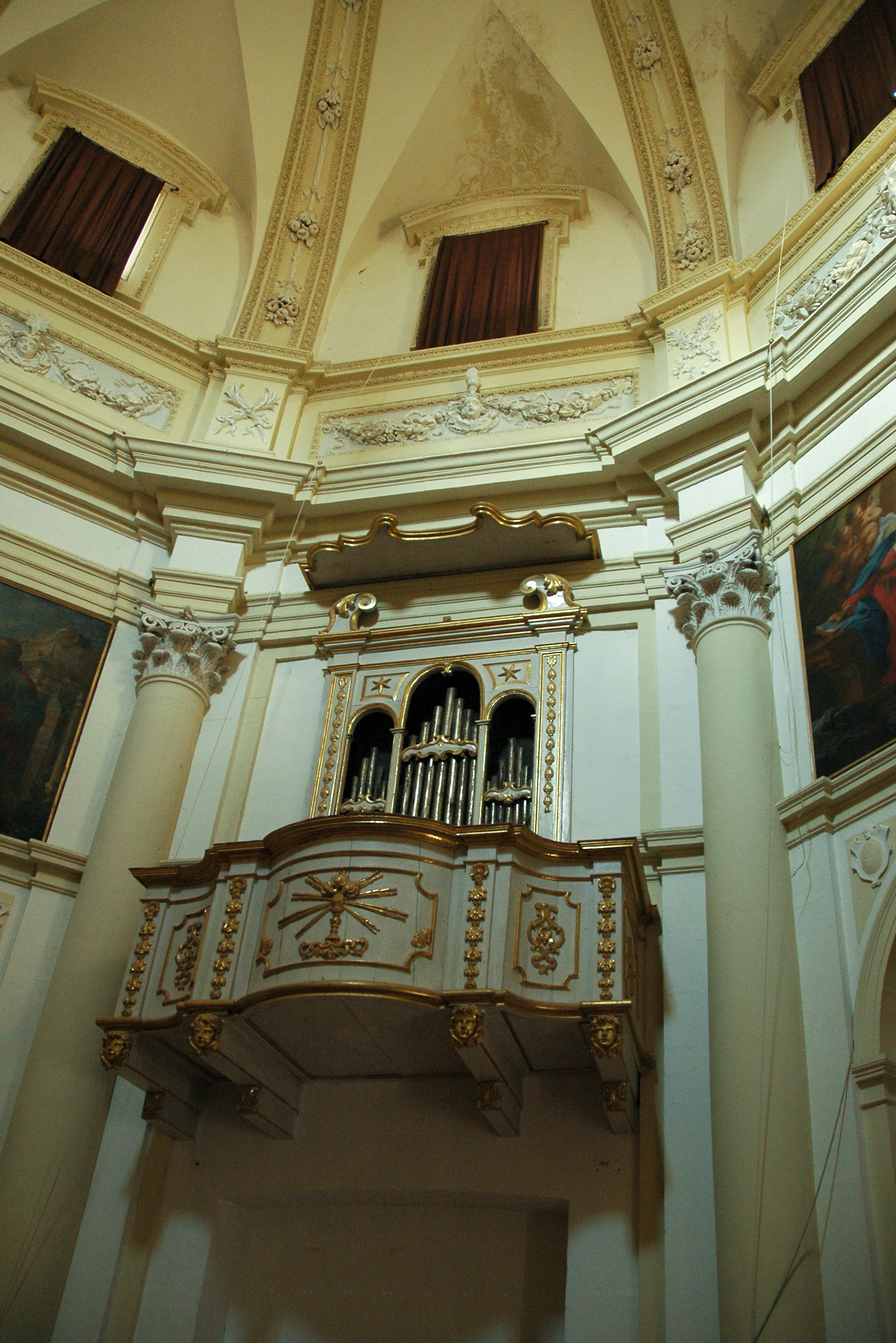
Organo

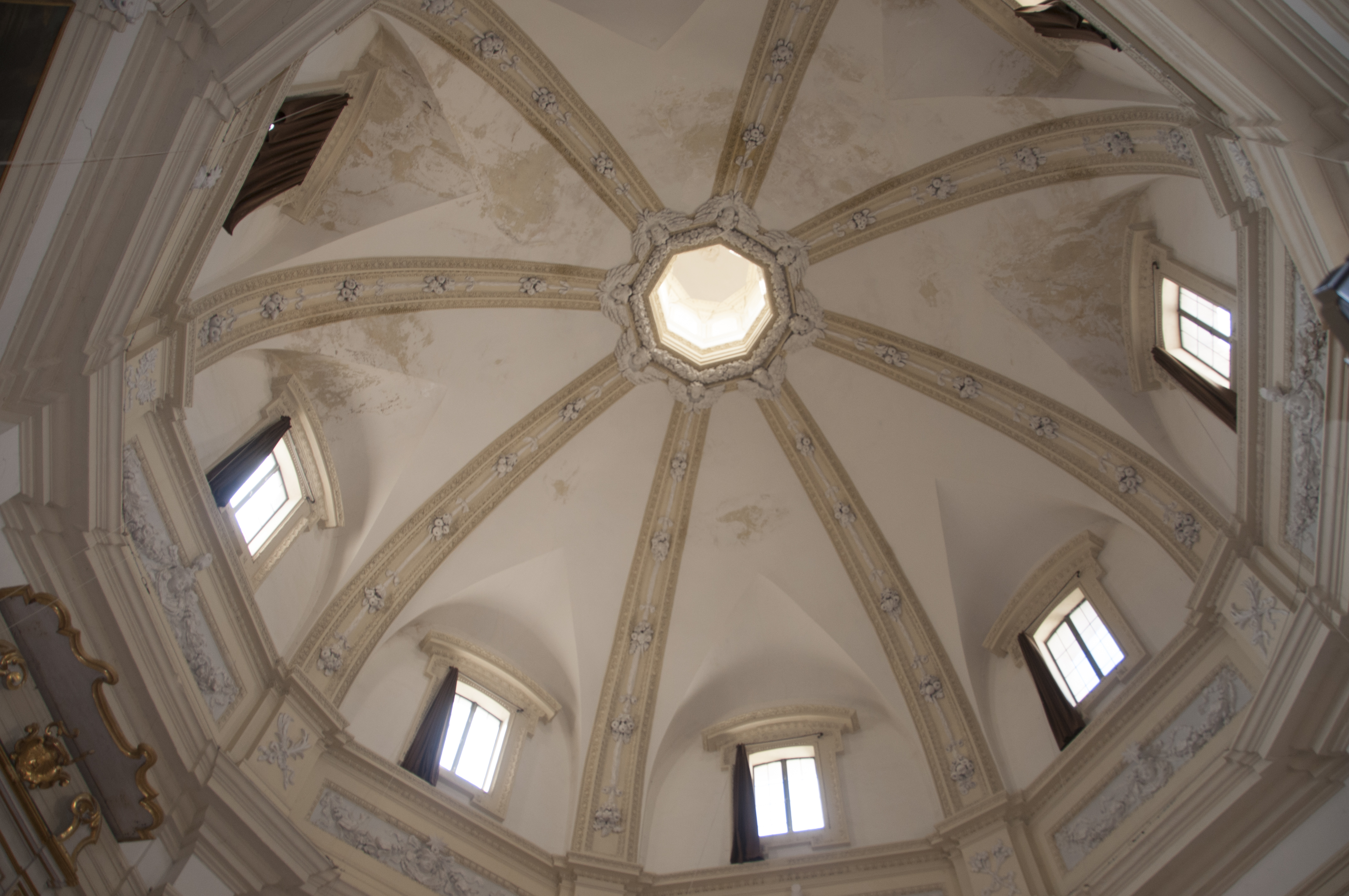
Cupola ottagonale

Altro non si conosce fino al 1528, quando il comune decise di costruire la chiesa di Santa Maria della Manna d'Oro in luogo della precedente.
L'origine del nome ricorda la protezione che la Vergine Maria avrebbe riservato a Spoleto durante gli avvenimenti del 1527, culminati con il celebre sacco di Roma. Non solo la città venne risparmiata dalla brutalità e dalla violenza incontrollata dei lanzichenecchi durante la loro calata verso la capitale, ma gli spoletini ebbero la possibilità di commerciare e realizzare a lungo cospicui guadagni con gli invasori. La Manna d'oro era appunto la ricchezza profusa a piene mani per intercessione della Madonna. La chiesa quindi, secondo la tradizione, fu eretta per voto, come doveroso segno di ringraziamento.
Gli artisti sotto contratto, artefici del primo ordine, il più rinascimentale, furono: Filippo Salvi da Melide, Bernardino di Giacomo da Milano e Daniele di Bernardino da Carona, tre artisti molto attivi a Spoleto e in Umbria in quel periodo. Già nel 1530 la chiesa era agibile e vi si celebravano cerimonie liturgiche.
Tra interruzioni e riprese (nel 1577 e nel 1609) la conclusione definitiva del complesso si ebbe nel 1681.
Intorno al 1664 nello spazio attiguo venne realizzato un pubblico teatro su iniziativa dell'Accademia degli Ottusi, chiamato prima Teatro della Rosa, poi Nobile Teatro e infine Teatro Caio Melisso.
Nel 1813 l'antico oratorio della confraternita della Manna d'Oro fu annesso al teatro con funzione di ingresso.

## Descrizione
La parte inferiore presenta all’esterno una pianta rettangolare semplice, probabilmente risalente alla prima fase della costruzione, realizzata in pietra concia. Le pareti sono spartite da cornici e lesene. È un'architettura essenziale e disadorna, ritenuta affine alla cella campanaria del Duomo, compiuta solo alcuni anni prima da Giovan Pietro Cione di Taddeo. 
La parte superiore, un tamburo ottagonale probabilmente più tardo. Le fondamenta, sotto al palazzo della Signoria, corrispondono al Teatrino delle sei.
L’interno è il risultato di un rifacimento tardo-seicentesco: ha pianta ottagonale con presbiterio absidato e quattro lati incavati da nicchie situate agli angoli del quadrato di base. Nei riquadri della cupola si trovano alcune tele del pittore settecentesco Sebastiano Conca: Riposo durante la fuga in Egitto e Nascita della Vergine; altre due sono attribuite al suo allievo spoletino Nicola Costantini: Presentazione della Vergine al tempio e Annunciazione.
La chiesa custodisce un grande Fonte battesimale, proveniente dal Duomo, precisamente dalla Cappella del vescovo Eroli; è ornato da otto bassorilievi in pietra bianca, rappresentanti scene di vita di Gesù, dalla Natività alle Nozze di Cana; è databile alla prima metà del '500. 
In un rincasso sopra la porta si vedono i resti del monumento sepolcrale del XVI secolo di Bernardino Lauri, vescovo di Policastro morto nel 1516.